# Lijst van voetbalinterlands Liberia - Oeganda
Deze lijst van voetbalinterlands is een overzicht van alle officiële voetbalwedstrijden tussen de nationale teams van Liberia en Oeganda. De landen speelden tot op heden vier keer tegen elkaar. De eerste ontmoeting was een kwalificatiewedstrijd voor de Afrika Cup 2000 op 24 januari 1999 in Monrovia. Het laatste duel, een kwalificatiewedstrijd voor het WK 2014, werd gespeeld in Kampala op 8 juni 2013.

## Wedstrijden
| № | Datum       | Plaats          | Competitie                   | Wedstrijd         | Uitslag |
| - | ----------- | --------------- | ---------------------------- | ----------------- | ------- |
| 1 | Monrovia    | 24 januari 1999 | Afrika Cup 2000 kwalificatie | Liberia − Oeganda | 2 − 0   |
| 2 | Kampala     | 5 juni 1999     | Afrika Cup 2000 kwalificatie | Oeganda − Liberia | 1 − 0   |
| 3 | Paynesville | 24 maart 2013   | WK 2014 kwalificatie         | Liberia − Oeganda | 2 − 0   |
| 4 | Kampala     | 8 juni 2013     | WK 2014 kwalificatie         | Oeganda − Liberia | 1 − 0   |

## Samenvatting
| Competitie              | Totaal gespeeld | Winst Liberia | Gelijk | Winst Oeganda | Doelsaldo Liberia – Oeganda |
| ----------------------- | --------------- | ------------- | ------ | ------------- | --------------------------- |
| WK-kwalificatie         | 2               | 1             | 0      | 1             | 2 − 1                       |
| Afrika Cup-kwalificatie | 2               | 1             | 0      | 1             | 2 − 1                       |
| Totaal                  | 4               | 2             | 0      | 2             | 4 − 2                       |

LFA · Liberiaans vrouwenelftal
Interlands
Tegenstander:
Algerije ·
Angola ·
Benin ·
Botswana ·
Burkina Faso ·
Burundi ·
Centraal-Afrikaanse Republiek ·
Colombia ·
Congo-Brazzaville ·
Congo-Kinshasa ·
Djibouti ·
Egypte ·
Equatoriaal-Guinea ·
Ethiopië ·
Gabon ·
Gambia ·
Ghana ·
Guinee ·
Guinee-Bissau ·
Indonesië ·
Irak ·
Ivoorkust ·
Kaapverdië ·
Kameroen ·
Kenia ·
Lesotho ·
Libië ·
Madagaskar ·
Malawi ·
Maleisië ·
Mali ·
Marokko ·
Mauritanië ·
Mauritius ·
Mexico ·
Namibië ·
Niger ·
Nigeria ·
Oeganda ·
Oman ·
Papoea-Nieuw-Guinea ·
Rwanda ·
Sao Tomé en Principe ·
Senegal ·
Sierra Leone ·
Soedan ·
Tanzania ·
Thailand ·
Togo ·
Tsjaad ·
Tunesië ·
Zambia ·
Zimbabwe ·
Zuid-Afrika
FUFA · 
A-internationals · 
Oegandees vrouwenelftal
Algerije ·
Angola ·
Bahrein ·
Benin ·
Botswana ·
Burkina Faso ·
Burundi ·
Centraal-Afrikaanse Republiek ·
Comoren ·
Congo-Brazzaville ·
Congo-Kinshasa ·
Djibouti ·
Ecuador ·
Egypte ·
Eritrea ·
Ethiopië ·
Gabon ·
Gambia ·
Ghana ·
Guinee ·
Guinee-Bissau ·
IJsland ·
Irak ·
Iran ·
Ivoorkust ·
Jemen ·
Kaapverdië ·
Kameroen ·
Kenia ·
Koeweit ·
Lesotho ·
Libanon ·
Liberia ·
Libië ·
Madagaskar ·
Malawi ·
Mali ·
Marokko ·
Mauritanië ·
Mauritius ·
Moldavië ·
Mozambique ·
Namibië ·
Niger ·
Nigeria ·
Oezbekistan ·
Rwanda ·
Saoedi-Arabië ·
Sao Tomé en Principe ·
Senegal ·
Seychellen ·
Slowakije · 
Soedan ·
Somalië ·
Tadzjikistan ·
Tanzania ·
Togo ·
Tsjaad ·
Tunesië ·
Turkmenistan ·
Zambia ·
Zimbabwe ·
Zuid-Afrika ·
Zuid-Soedan